# Hereford (Texas)
Hereford (/ˈhɜːrfərd/ HUR-furd) è un comune (city) degli Stati Uniti d'America e capoluogo della contea di Deaf Smith nello Stato del Texas. La popolazione era di 15,370 persone al censimento del 2010. Si tratta dell'unico luogo incorporato della nazione che si chiama "Hereford".

## Soprannomi
Il rifornimento idrico locale di Hereford contiene un livello insolitamente alto naturale di fluoro. Dato che il fluoruro è utilizzato per la protezione contro la carie, Hereford ha guadagnato il soprannome di "la città senza un mal di denti" (The Town Without a Toothache).
È anche nota come "la capitale mondiale del manzo" (Beef Capital of the World) a causa del gran numero di bovini alimentati nell'area. La città prende il nome da una razza bovina nota come Hereford. L'economia locale è influenzata in modo significativo dalla crescita dei prodotti lattiero caseari e di industrie di etanolo.

## Geografia fisica
Hereford è situata a 34°49′19″N 102°23′55″W (34.821961, -102.398617).
Secondo lo United States Census Bureau, ha un'area totale di 5,9 miglia quadrate (15,4 km²).

## Storia
Hereford è stata fondata con il nome di "Blue Water" nel 1899 dopo che la Pecos and Northern Texas Railway aveva collegato Amarillo a Farwell. Ma tuttavia, quando si venne a sapere che già c'era una città chiamata Blue Water, gli abitanti avevano rinominato la città in "Hereford" in onore dei bovini dei rancher locali. Durante la seconda guerra mondiale vi si trovava un campo di concentramento per prigionieri italiani. Completamente smantellato in tutta fretta appena dismesso nel 1947, oggi non ve n'è traccia.
L'area è nota per il suo clima steppico che pesa sull'agricoltura e l'allevamento, in tutta l'area sostenuta sono presenti delle irrigazioni che sfruttano la falda di Ogallala e la falda acquifera di Santa Rosa. Ad Hereford è presente il quartier generale della Deaf Smith Electric Cooperative, una cooperativa elettrica che serve le contee di Deaf Smith, Castro, Parmer, e Oldham.
Il ricco patrimonio western comprende la casa ranch dei Las Escarbadas appartenente allo XIT Ranch che si trova a sud-ovest di Hereford nella contea di Deaf Smith. La struttura storica restaurata può ora essere vista al National Ranching Heritage Center alla Texas Tech University a Lubbock. Il Deaf Smith County Historical Museum sulla 400 Sampson Street di Hereford offre mostre interne e insediamenti del Texas occidentale.
Nel dicembre 2015, il Seattle Post-Intelligencer ha votato Hereford come "la città più conservatrice nel Texas". Altre comunità conservatrici del Texas occidentale in ordine di scala sono Childress (No. 9), Dalhart (No. 8), e Monahans (No. 5). Princeton nella contea di Collin a nord di Dallas si è posizionata al No. 2. Al contrario Vashon, nello Stato di Washington, è nota come "la città più liberale della nazione" per quanto riguarda le donazioni politiche.

## Società

### Evoluzione demografica
Secondo il censimento del 2000, c'erano 14,597 persone.

### Etnie e minoranze straniere
Secondo il censimento del 2000, la composizione etnica della città era formata dal 69,86% di bianchi, l'1,76% di afroamericani, lo 0,82% di nativi americani, lo 0,26% di asiatici, lo 0,12% di oceanici, il 24,77% di altre razze, e il 2,41% di due o più etnie. Ispanici o latinos di qualunque razza erano il 61,37% della popolazione.